# Pfarrkirche Münchendorf

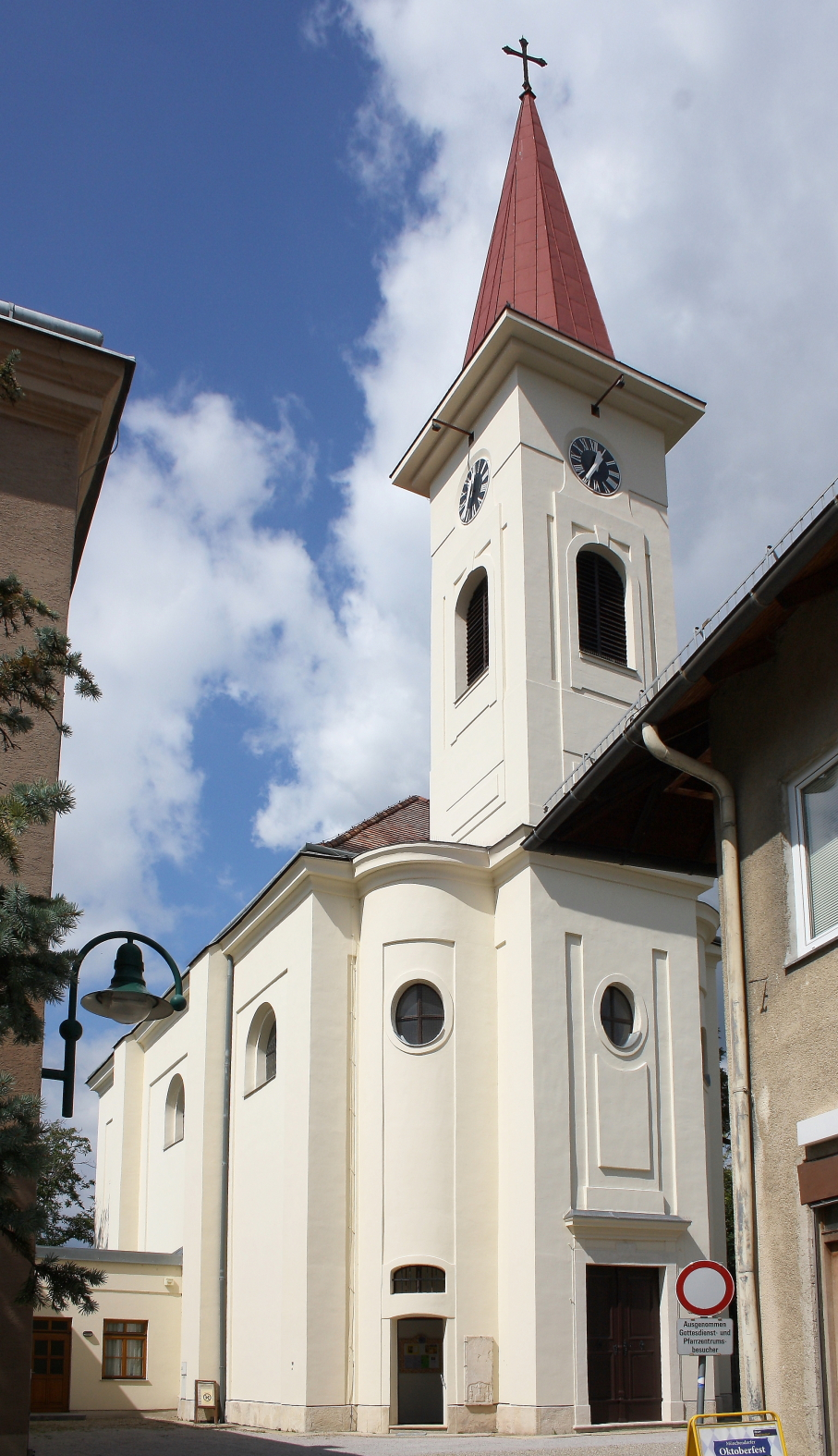
Pfarrkirche Hl. Leonhard in Münchendorf

Die römisch-katholische Pfarrkirche Münchendorf im Bezirk Mödling in Niederösterreich steht unter dem Patrozinium des heiligen Leonhard von Limoges. Die Pfarre Münchendorf gehört zum Dekanat Mödling im Vikariat Unter dem Wienerwald der Erzdiözese Wien. Das Bauwerk steht unter Denkmalschutz.

## Geschichte
Im Jahr 1147 schenkten die Babenbergerbrüder Heinrich II. Jasomirgott und Konrad, Bischof von Passau, dem Stift Heiligenkreuz das Gut Minchindorf. Das Zisterzienserstift Heiligenkreuz, das bereits 1138 in Trumau Fuß gefasst hatte, gründete nun eine Grangie. 1187 verlieh Herzog Leopold V. von Österreich dem Kloster das Niedergericht über das Dorf. Denn zu dieser Zeit halbierte das Stift die Gründe in einen Eigenbetrieb des Klosters und in 30 Ganzlehen, die es bäuerlichen Siedlern übergab. Somit wurde aus der klösterlichen Kapelle eine Eigenkirche des Stiftes Heiligenkreuz. Als Patron wählten die Zisterzienser den hl. Leonhard, den sie als Schutzpatron für das Vieh und ihre landwirtschaftlichen Betriebe verehrten. Die Kirche selbst wird erstmals im Urbar von 1452 erwähnt, wo eine peunt retro ecclesiam (ein Grundstück hinter der Kirche) angeführt ist.
Im Bruderzwist zwischen Kaiser Friedrich IV. und Albrecht VI. wird die Kirche 1462 zu einem festen Tabor ausgebaut, später aber gestürmt und geplündert.
1529 (Erste Wiener Türkenbelagerung) und 1606 (Aufständische Siebenbürger unter Stephan Bocskay) wurden der Ort und die Kirche niedergebrannt. 1616 und 1644 zerstörten Großbrände jeweils eine Zeile des Dorfes. Rebellische Ungarn unter Gábor Bethlen fielen 1620 im Viertel unter dem Wienerwald ein und verheerten es. Sie zerstörten über 100 Orte, darunter Mödling, Traiskirchen und Münchendorf.
1680 wurde ein neuer Kirchturm errichtet, 1683 wurden das Dorf und die Kirche in der Zweiten Türkenbelagerung wieder gänzlich zerstört.
Der Wiederaufbau der Kirche begann 1686. In der Folge wurde auch eine neue 163 Pfund schwere Glocke angeschafft. 1689 wurde der Hochaltar (Hl. Leonhard) und die Seitenaltäre (Unsrer lieben Frau, Hl. Anton zu Padua) von zwei Bürgern gespendet.
Nachdem Münchendorf mehr als 800 Jahre dem Stift Heiligenkreuz inkorporiert war, musste es 1957 infolge eines Priestermangels an die Erzdiözese Wien abgetreten werden.

## Heutige Kirche
Schon im Jahre 1717 wandte sich die Gemeinde an das Stift Heiligenkreuz wegen der Erweiterung und Erhöhung der Kirche. Da in den Jahren 1742–1750 der Pfarrhof neu gebaut wurde, dürften die Mittel für den Kirchenneubau nicht vorhanden gewesen sein. Denn erst 1773 bis 1774 wurde der Neubau der heutigen Kirche nach Plänen von Architekt Franz Anton Pilgram errichtet.

### Kircheninneres

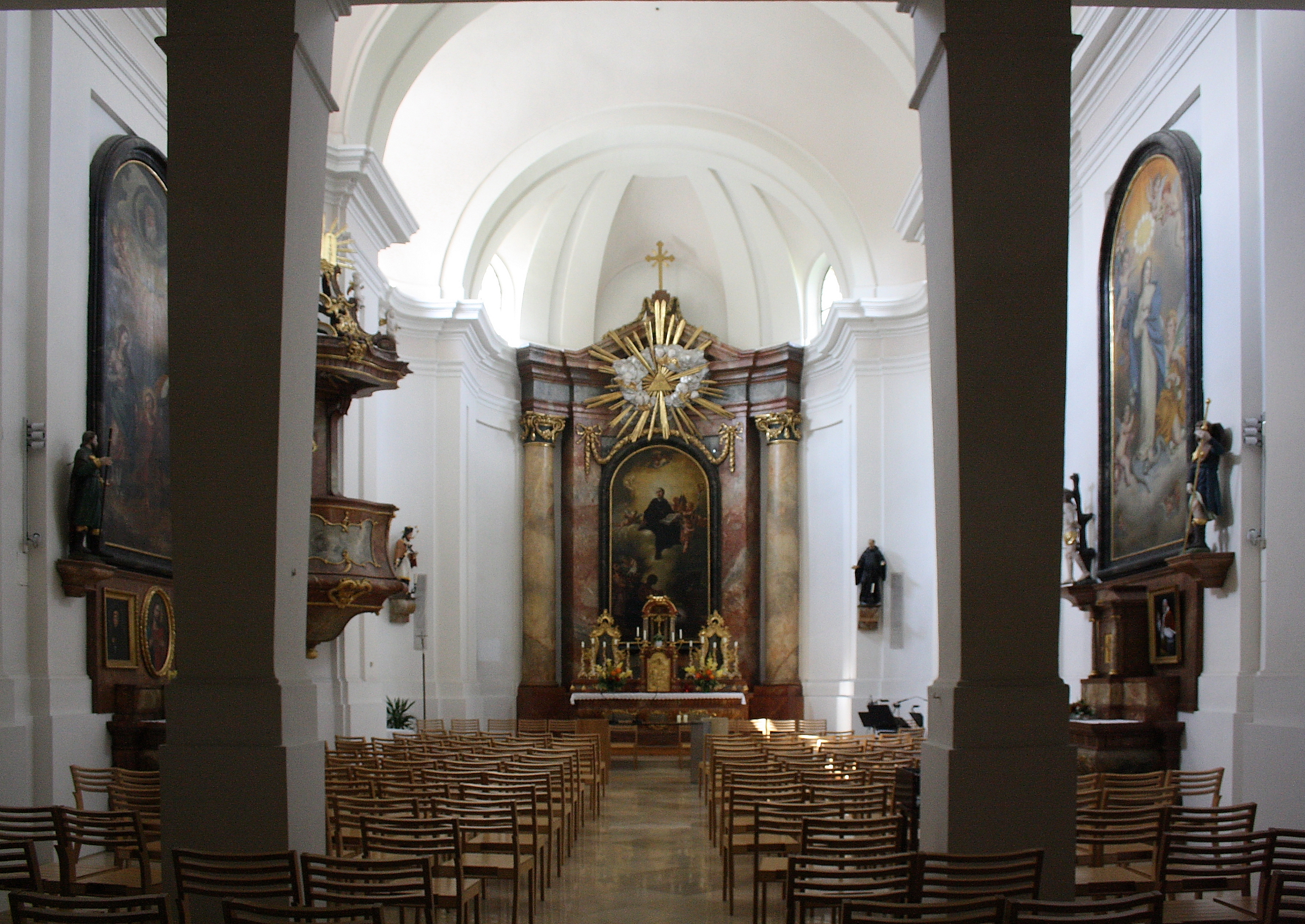
Innenansicht

Die Kirche hat drei Joche mit dem Turm im Osten und eingezogener runder Apsis. Das erste Joch mit abgerundeten Ecken ist kürzer. Die Orgelempore darüber ruht auf zwei quadratischen Säulen und hat eine Holzdecke und oben ein Platzlgewölbe. Das mittlere Joch ist breiter (fast quadratisch) mit abgeschrägten Ecken  und steilerem Gewölbe, das dritte Joch hat schmälere abgerundete Nischen (zugemauerter Ausgang zum ehemaligen Friedhof und gegenüber Sakristeiausgang) und ebenfalls ein flacheres Gewölbe. Daran schließt die eingezogene kreissegment- bzw. korbbogenförmige Apsis mit Halbkuppel an. Zwischen den Jochen sind jeweils Doppelgurtbögen. Das kräftige, durchgezogenes Hauptgesims hat dazwischen ein Fries und schließt mit einem kleineren Gesims. Unter den Gurten sind jeweils zwei Pilaster.
Innenausstattung und Altäre
Der Hochaltar samt Tabernakel war ein Geschenk von Kaiserin Maria Theresia (er stand vorher in der Hofburgkapelle in Wien). Das Hochaltarbild stellt den Hl. Leonhard, das linke Seitenaltarbild die Heilige Familie im Typus Heiliger Wandel, (beide aus der Bauzeit, 18. Jhd.) und das rechte Maria Immaculata (signiert Nigg 1922) dar. Neue Retabelbilder ersetzten bei der letzten Renovierung einfache Drucke: bei der Hl. Familie links der Hl. Franziskus und rechts Maria Restituta Kafka, in der Mitte ist ein älteres Herz Jesu-Bild. Der rechte Seitenaltar erhielt auch neue Gemälde: links die Hl. Therese von Lisieux und rechts Hl. Johannes XXIII. neu, in der Mitte ist ein Tabernakel. Für die Anbringung von Fotos der Getauften bzw. Verstorbenen wurde eine geschwungene leichte Holzkonstruktion im selben Stil wie die Kirchensessel geschaffen.
Bei den Seitenaltären sind je zwei Heiligenfiguren auf Konsolen angebracht. Sie sind frühbarock und dürften von der Vorgängerkirche stammen: links Hl. Florian und Hl. Jacobus, rechts Hl. Sebastian und Hl. Rochus. Vorne befinden sich der Hl. Johannes Nepomuk und ein Mönch (Hl. Benedikt oder Leonhard, die Attribute fehlen), beide später entstanden.
Unter der Orgelempore befindet sich ein Führich-Kreuzweg aus dem späten 19. Jahrhundert. Die Kanzel ist spätbarock.

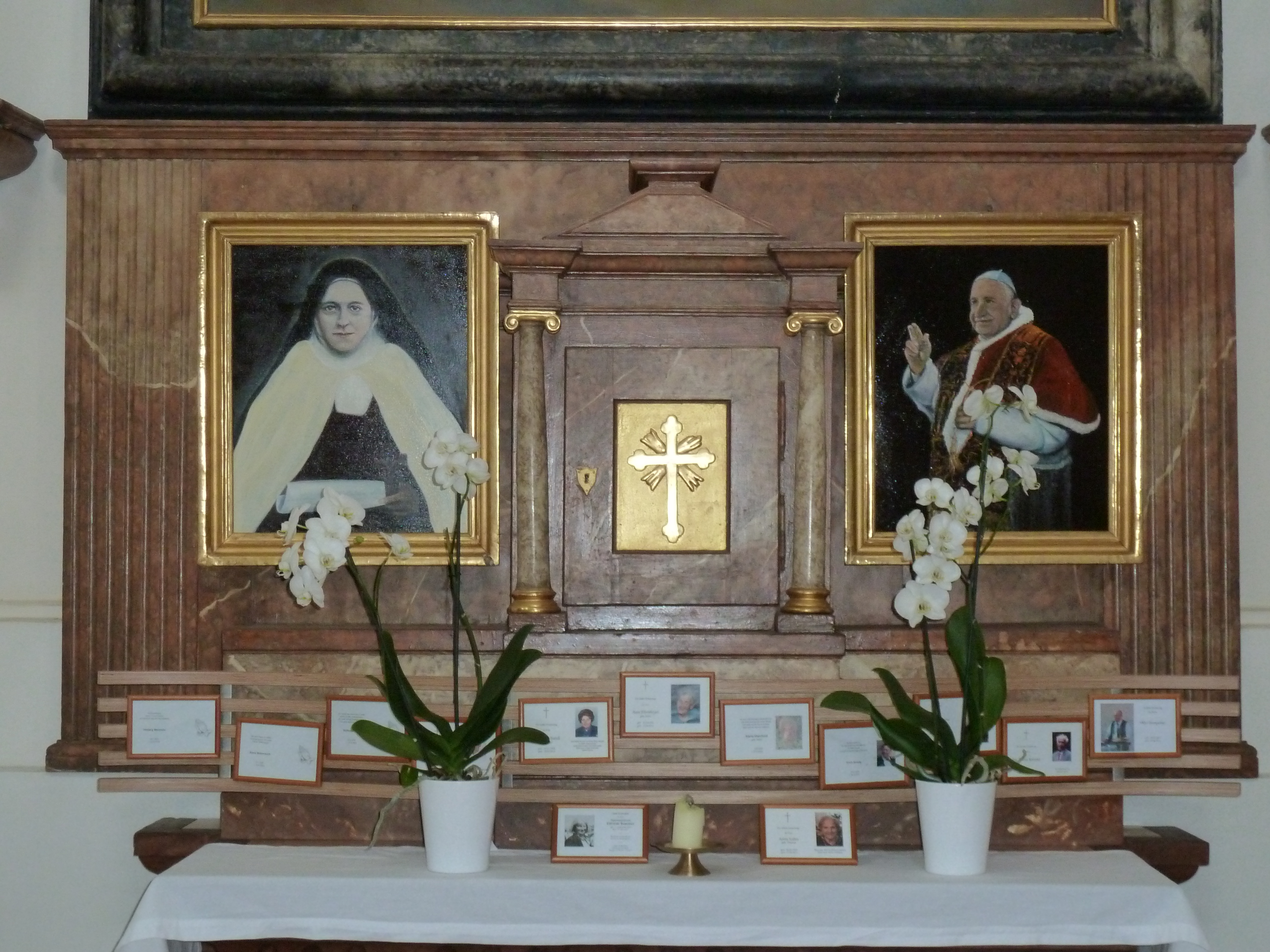
Rechter Seitenaltar Maria Immaculata
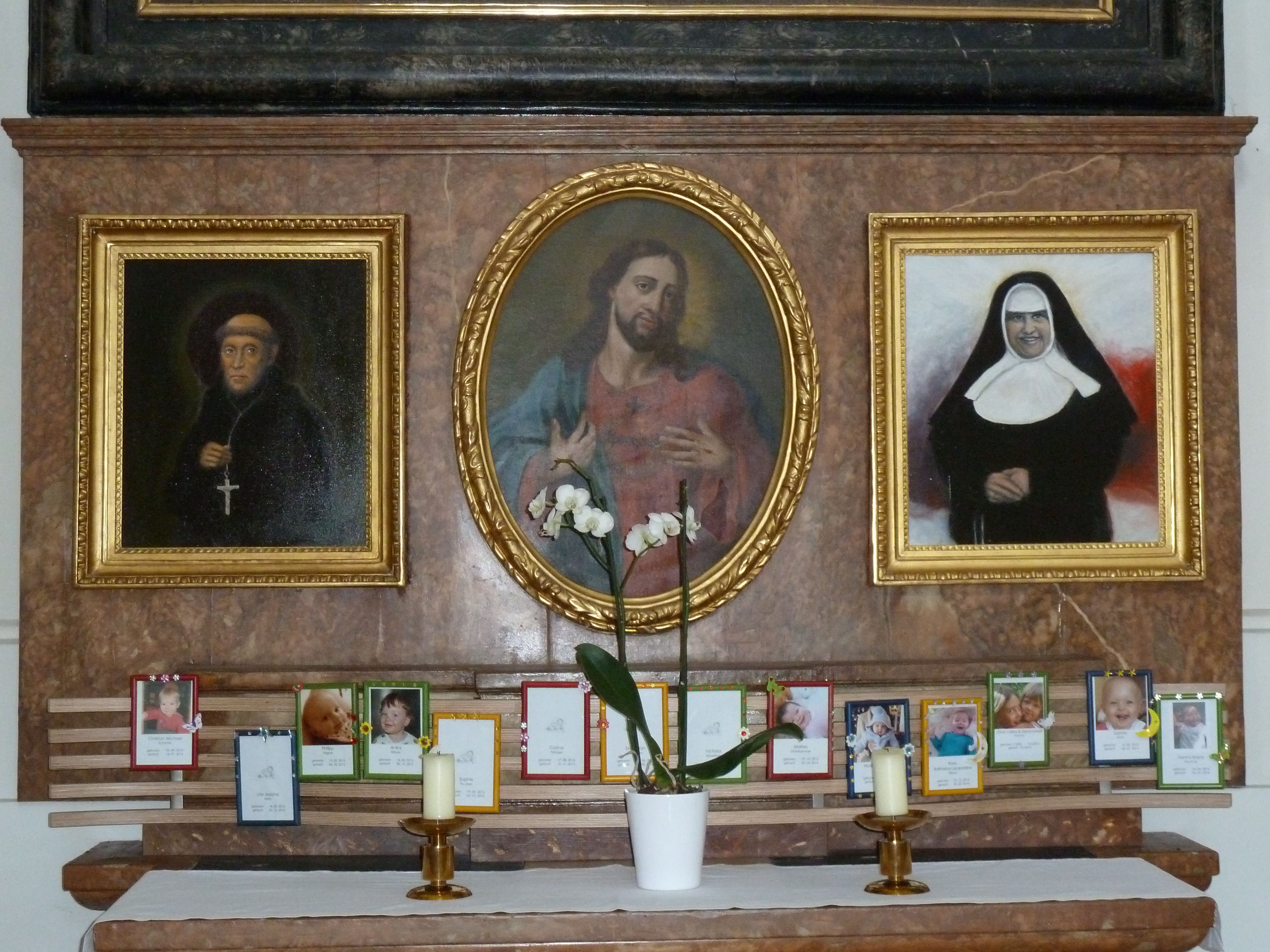
Linker Seitenaltar Hl. Familie
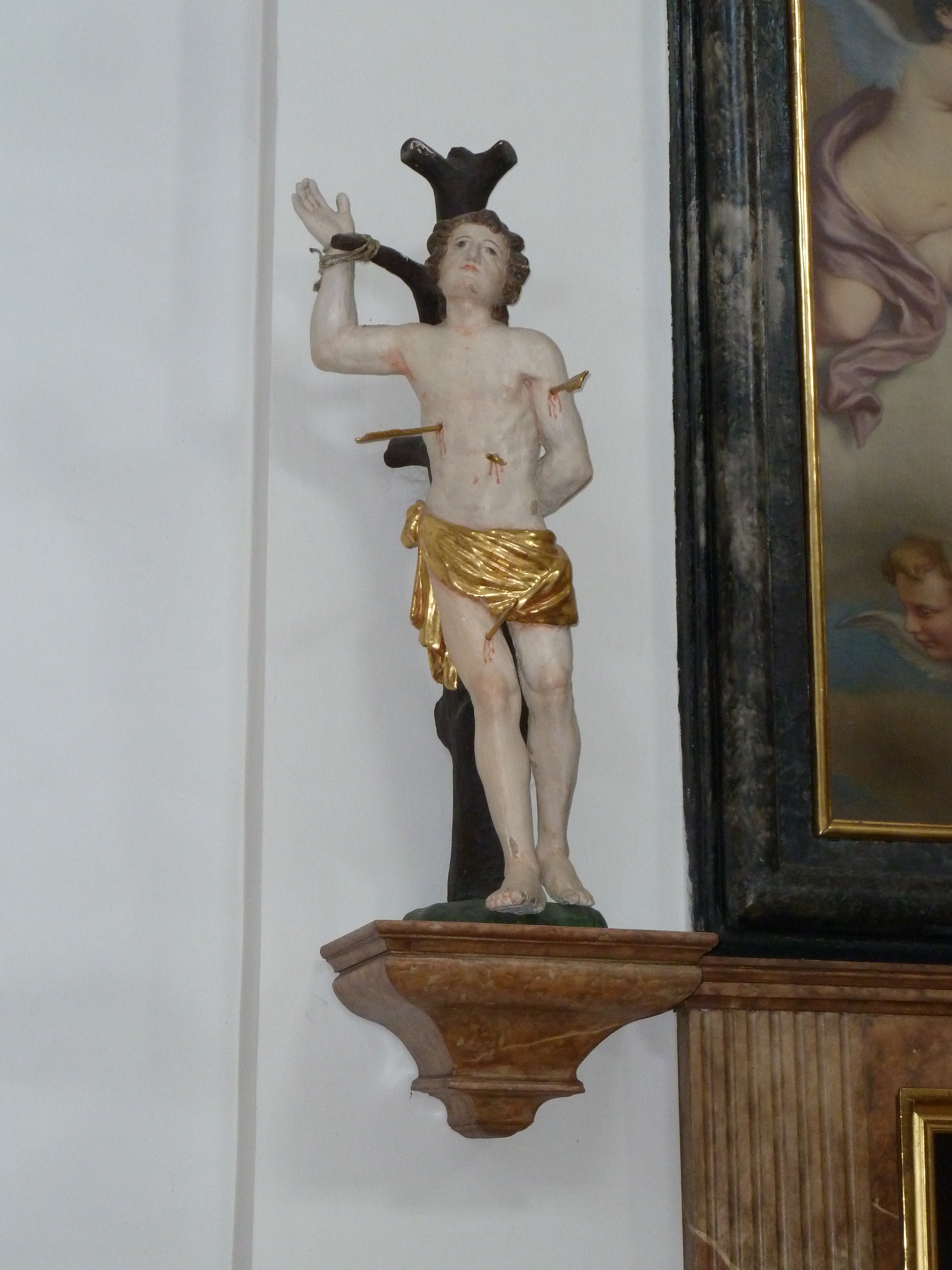
Hl. Sebastian
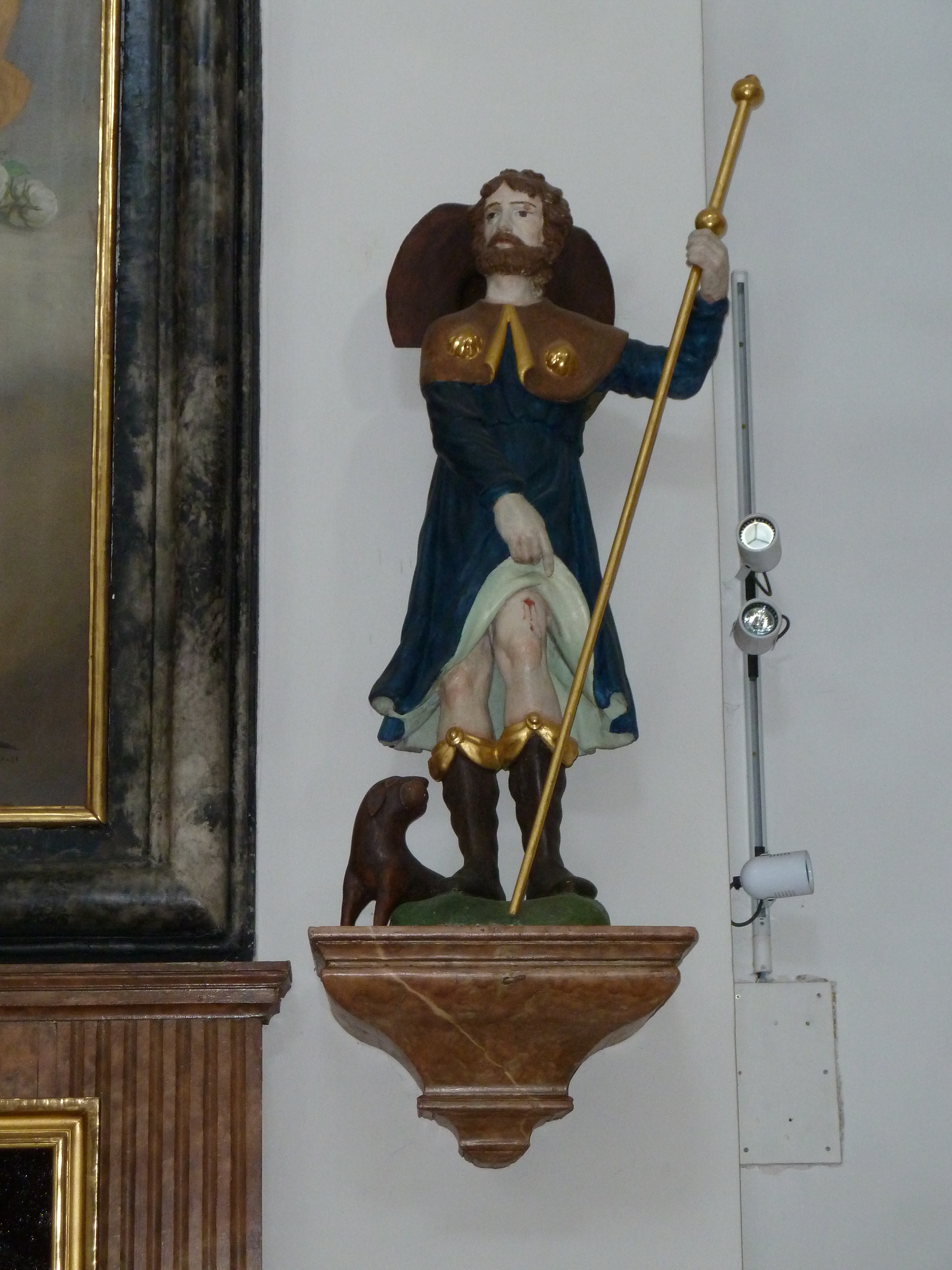
Hl. Rochus
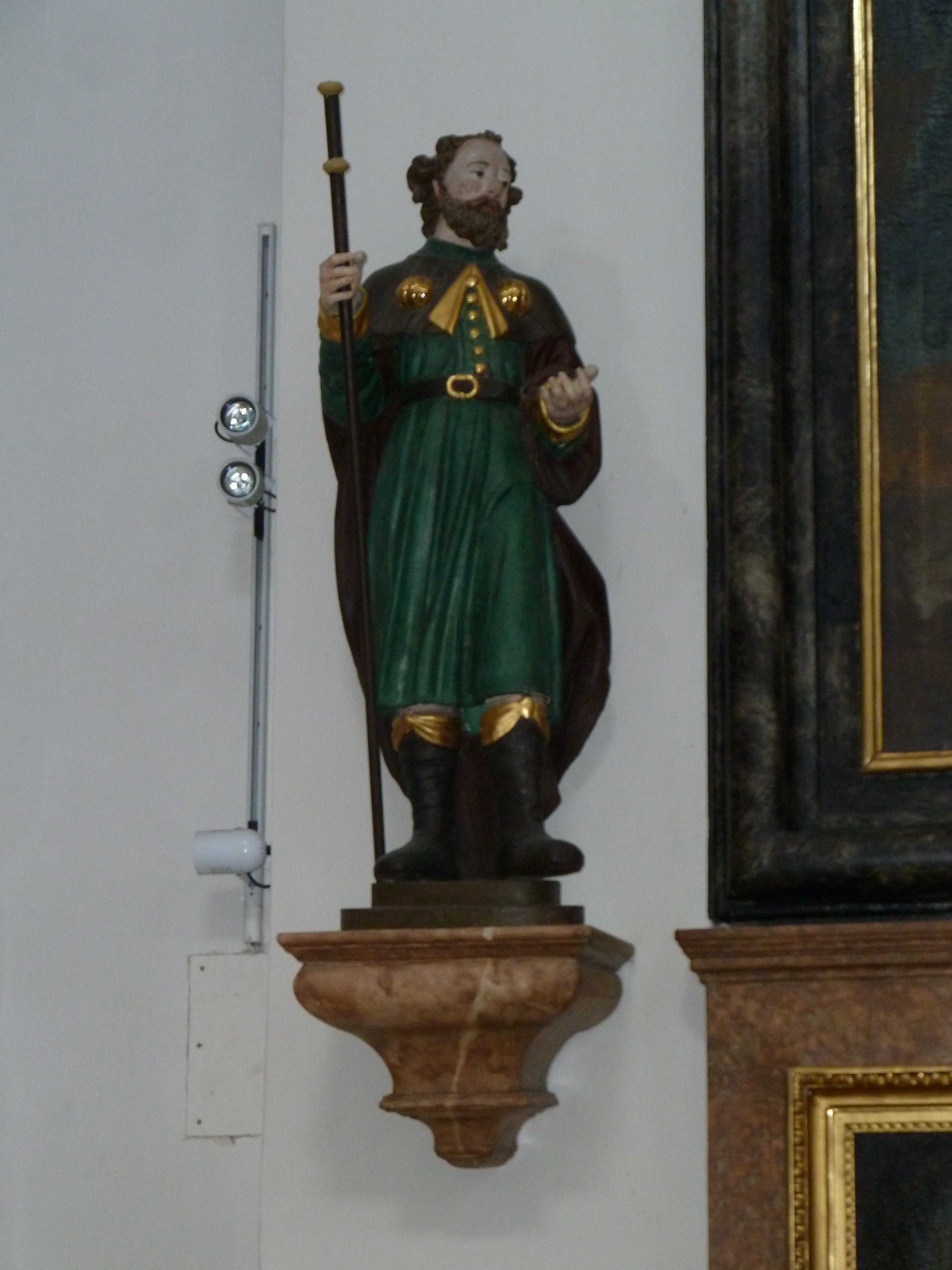
Hl. Jakobus d. Ä.
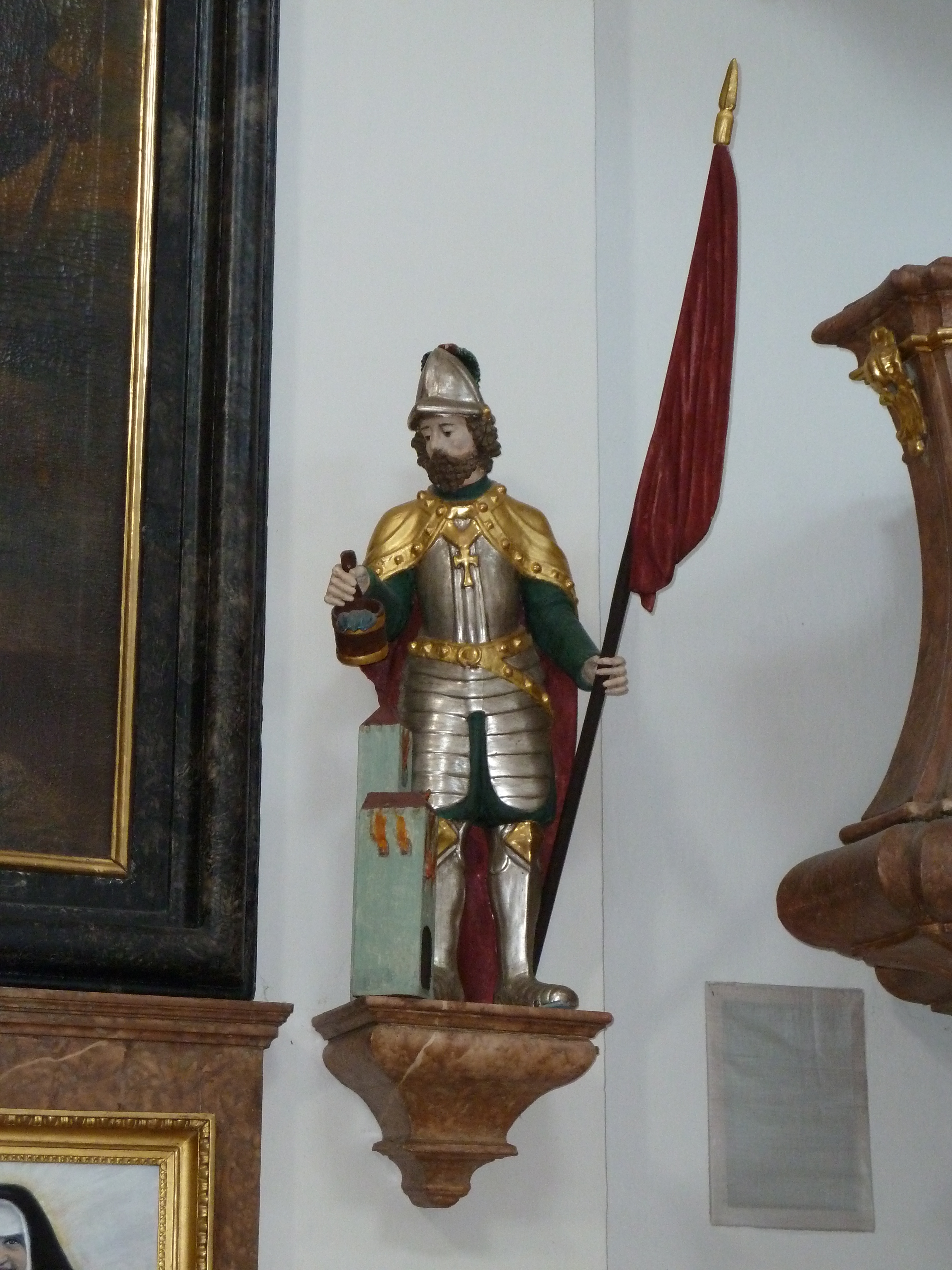
Hl. Florian

Orgel
Die Orgel wurde von Christoph Erler 1835 in ein altes barockes Gehäuse eingebaut.

## Renovierungen
- 1834 nach einem Brand
- 1857 wird der originale spätbarocke Kirchturmhelm durch ein neues steiles Dach ersetzt
- 1907 wird die Kirchenfassade außen erneuert
- 1935 wird die Kirche innen renoviert
- 1946 bis 48 werden die Kriegsschäden behoben und das gesamte Dach erneuert
- 1956 Innenrenovierung, 1958 Restaurierung des Hochaltars
- 1992 bis 1998 große Sanierung der Kirche (Durchschneiden und Feuchtigkeitsisolierung, neue Sakristei, neue Fußbodenheizung, Restaurierung der Bilder)
- 2006 bis 2007 Erneuerung der Außenfassade nach altem Vorbild von 1907
- 2010 Beginn der Restaurierung der alten Friedhofsmauer aus dem frühen Mittelalter